# Supergran
Supergran ist der Name einer Fernsehserie basierend auf den Büchern von Forrest Wilson, die 1985–87 in Großbritannien produziert und gesendet wurde.

## Inhalt
Der Gangsterboss Scunner Campbell hat dem Erfinder Professor Black eine Maschine gestohlen, die normale Menschen mit übernatürlichen Fähigkeiten ausstatten kann. Als er die Maschine testen will wird durch einen Unfall statt des Gangsters Grandma Smith getroffen, die in der Nähe ein Fußballspiel ihres zwölfjährigen Enkels Willard beobachtet. Fortan geht die Dame als Supergran auf Verbrecherjagd und hilft anderen Menschen.

## Trivia
- Insgesamt wurden 2 Staffeln zu je 13 Folgen sowie ein Christmas-Special gedreht.
- Der Titelsong, interpretiert von Billy Connolly hielt sich 9 Wochen in den britischen Charts und kam bis auf Platz 32.[2]
- Gudrun Ure, zum Beginn der Dreharbeiten 59, hatte nur ein Stuntdouble und machte die meisten Stuns selbst.[3]
- Insgesamt wurden 2 Computerspiele basierend auf der Serie produziert.
- Zunächst wurden 25 Folgen im deutschen Fernsehen gesendet (von Juni bis Oktober 1992 im ZDF), später wurde eine weitere Folge bei der Ausstrahlung auf 3sat gezeigt. Zuletzt wurde die Serie 1995 im ZDF wiederholt.[4]
- 1994 wurde die Serie auch im Österreichischen Rundfunk gezeigt.[5]
- In Spanien hieß die Serie  La Superabuela.[6]